# Agonum nutans
Agonum nutans är en skalbaggsart som beskrevs av Thomas Say 1823. Agonum nutans ingår i släktet Agonum och familjen jordlöpare. Inga underarter finns listade i Catalogue of Life.